# 深圳大学医学部
深圳大学医学部成立于2008年12月，下设基础医学院、生物医学工程学院、药学院、护理学院、口腔医学院、公共卫生学院、第一临床医学院、第二临床医学院、第三临床医学院、全科医学系、卡尔森国际肿瘤中心、医学人文中心及相关附属医院等部门。

## 历史沿革

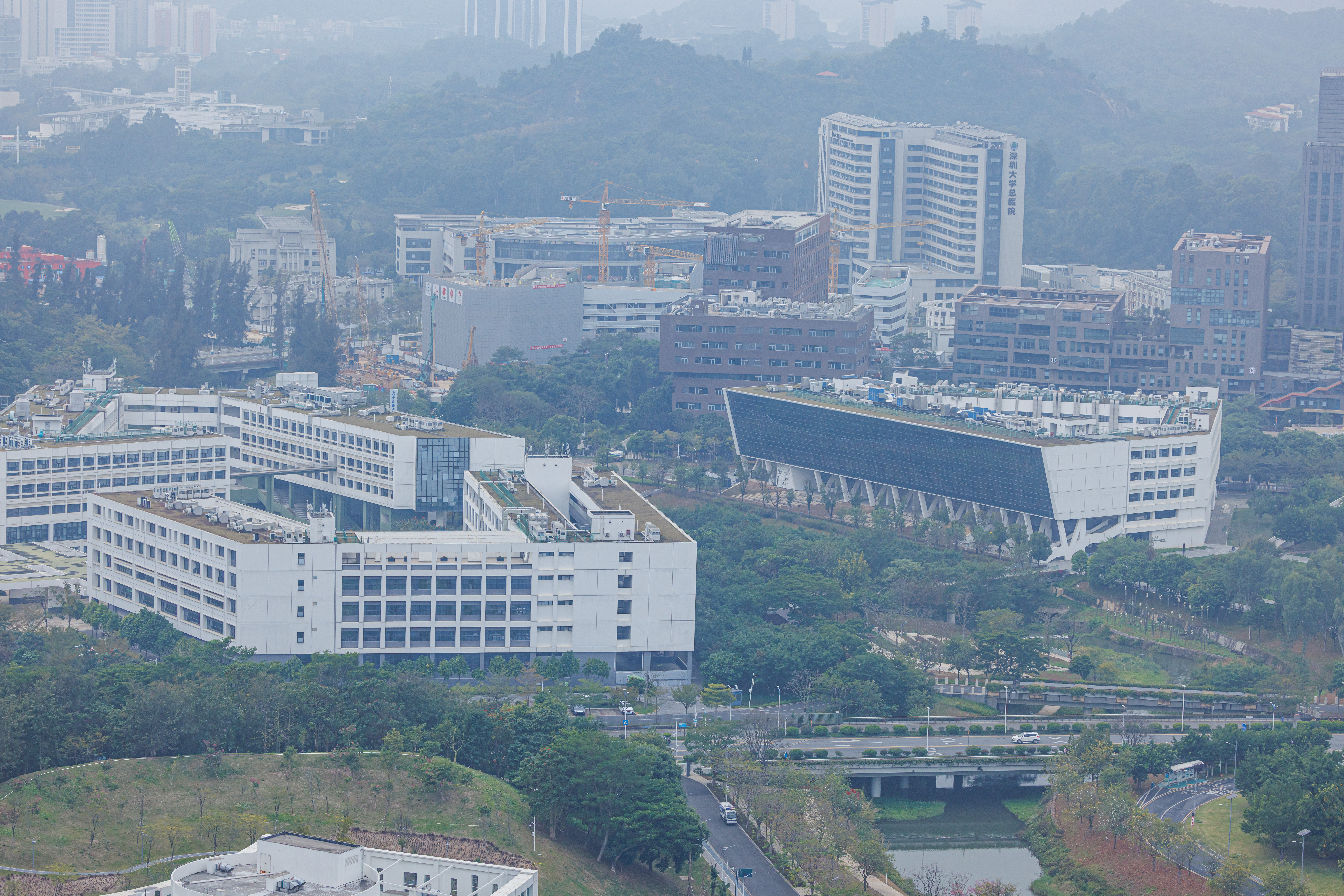
深圳大学医学部建筑群

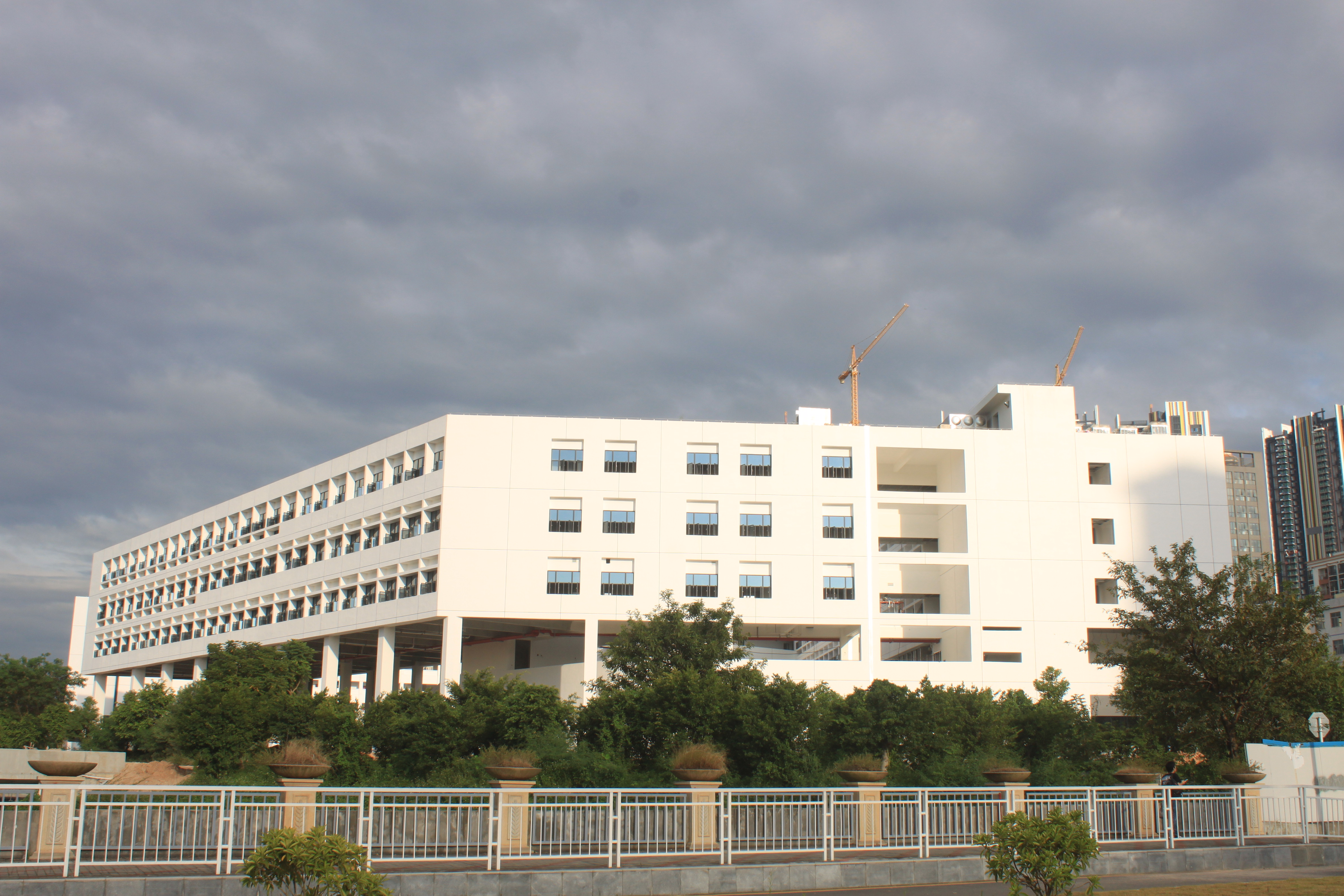
深圳大学丽湖校区守贤楼（A1医药卫生楼）

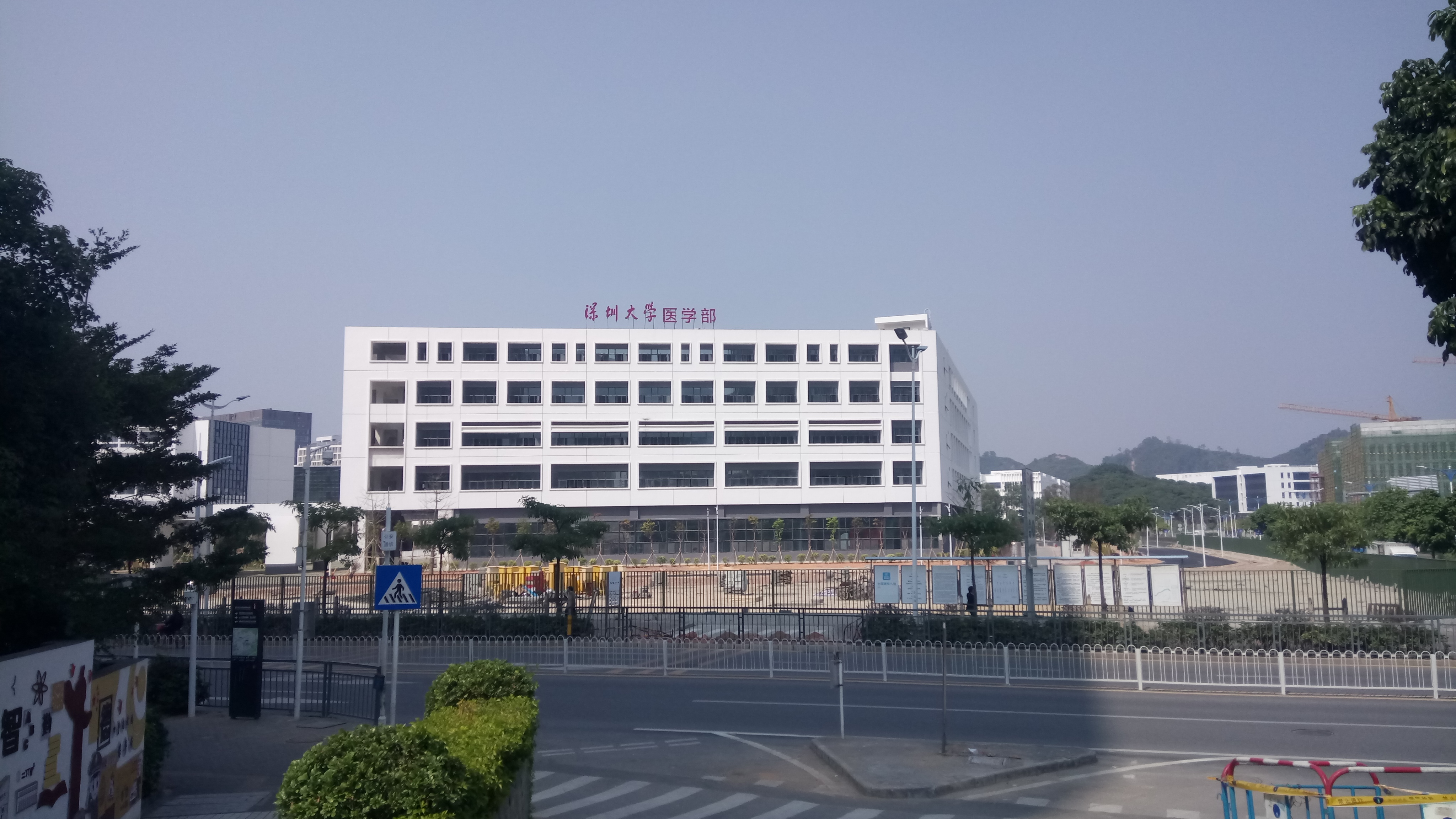
深圳大学丽湖校区守道楼（A2生物医学工程楼）

### 医学院时期
- 2007年，12月，深圳市人民政府通过深圳大学医学院筹建方案[1]；获批生物医学工程一级学科硕士点。
- 2008年，1月，获批生物医学工程本科专业[2]；12月，获批临床医学本科专业[3]。
- 2009年，9月，深圳大学医学院举行揭牌仪式，信息工程学院生物医学工程系并入医学院[4]，钟南山院士被聘为医学院名誉院长[5]。
- 2010年，5月，成立医学院学术委员会[6]；12月，获批生物医学工程领域工程硕士专业学位点。
- 2013年，3月，获批药学本科专业[7]；4月，在医学院及相关研究中心、附属医院、校医院的基础上组建深圳大学医学部[8]。

### 医学部时期
- 2014年，5月，获批临床医学专业学位硕士点。
- 2015年，6月，成立基础医学院、生物医学工程学院[9]。
- 2016年，3月，获批护理学本科专业[10]，成立护理学院；5月，深圳大学临床医学学科进入ESI排名全球前1%[11]。
- 2017年，2月，医学部整体搬迁至深圳大学西丽校区（现丽湖校区）[12]；5月，深圳大学生物学与生物化学学科进入ESI全球排名前1%[13]。
- 2018年，1月，与深圳市宝安区人民政府签署合作协议，双方共建直属附属口腔医院[14]；3月，新增口腔医学本科专业[15]，获批生物医学工程一级学科博士点级及药学专业硕士点[16]；5月，药学院成立[17]；6月，深圳大学总医院开业[18]；11月，公共卫生学院成立[19]。
- 2019年，3月，获批预防医学本科专业[20]；10月，获批设立生物医学工程博士后科研流动站[21]；12月，口腔医学院成立[22]。
- 2020年，9月，全科医学系成立[23]。
- 2021年，6月，新增临床医学和生物医学工程卓越班招生，实行本研一体化培养[24]；深圳大学附属华南医院开业；7月，蔡志明教授当选欧洲科学院院士[25]；10月，新增生物学一级学科博士点、公共卫生专业硕士点[26]；11月，药理学与毒理学成为深圳大学第十个进入ESI全球排名前1%的学科[27]。
- 2022年，1月，农业科学成为深圳大学第十一个进入ESI全球排名前1%的学科[28]；9月，分子生物学和遗传学成为深圳大学第十五个ESI全球排名前1%行列的学科[29]；10月，中国工程院院士姜保国教授出任医学部主任[30]；11月，深圳大学第一临床医学院入选首批广东省高水平临床医学院培育建设学院[31]。
- 2023年，5月，免疫学成为深圳大学第十七个进入ESI全球排名前1%的学科；6月，医学继续教育中心揭牌[32]；11月，医学创新成果转化中心成立。
- 2024年，5月，微生物学成为深圳大学第十九个ESI全球排名前1%行列的学科[33]；9月，获批基础医学一级学科博士点、临床医学学术学位硕士点、口腔医学专业学位硕士点[34]。
- 2025年，3月，深圳大学与深圳市医疗保障局合作共建的深圳医疗保障研究院成立。

## 管理团队
| 管理团队                     | 管理团队 |
| ---------------------------- | -------- |
| 名誉院长                     | 钟南山   |
| 主任兼总医院院长             | 姜保国   |
| 党委书记                     | 殷涛     |
| 执行主任                     | 许兴智   |
| 华南医院院长兼副主任         | 吴松     |
| 党委副书记                   | 王嘉蔚   |
| 副主任                       | 陈心春   |
| 副主任                       | 王子梅   |
| 副主任                       | 黄鹏     |
| 副主任兼生物医学工程学院院长 | 陈昕     |
| 副主任                       | 王群     |
| 基础医学院院长               | 刘宝华   |
| 药学院院长                   | 程永现   |
| 公共卫生学院院长             | 胡东生   |
| 全科医学系主任               | 尹朝霞   |
| 主任助理兼药学院副院长       | 吴海强   |
| 主任助理兼医院管理办公室主任 | 沈天鹏   |

## 组织机构

### 院系设置
| 学院及中心           | 学系及教研室               | 本科专业                                                                            | 硕士专业                                                                           | 博士专业                                          |
| -------------------- | -------------------------- | ----------------------------------------------------------------------------------- | ---------------------------------------------------------------------------------- | ------------------------------------------------- |
| 基础医学院           | 解剖与组胚学系             | 临床医学（与直属附属医院合作） - 临床医学 - 卓越班 - 智能医学创新班                 | 基础医学（学术学位） 临床医学（学术学位） 临床医学（专业学位，与直属附属医院合作） | 基础医学（学术学位）                              |
| 基础医学院           | 生理学系                   | 临床医学（与直属附属医院合作） - 临床医学 - 卓越班 - 智能医学创新班                 | 基础医学（学术学位） 临床医学（学术学位） 临床医学（专业学位，与直属附属医院合作） | 基础医学（学术学位）                              |
| 基础医学院           | 生物化学与分子生物学系     | 临床医学（与直属附属医院合作） - 临床医学 - 卓越班 - 智能医学创新班                 | 基础医学（学术学位） 临床医学（学术学位） 临床医学（专业学位，与直属附属医院合作） | 基础医学（学术学位）                              |
| 基础医学院           | 细胞生物学与医学遗传学系   | 临床医学（与直属附属医院合作） - 临床医学 - 卓越班 - 智能医学创新班                 | 基础医学（学术学位） 临床医学（学术学位） 临床医学（专业学位，与直属附属医院合作） | 基础医学（学术学位）                              |
| 基础医学院           | 医学免疫学系               | 临床医学（与直属附属医院合作） - 临床医学 - 卓越班 - 智能医学创新班                 | 基础医学（学术学位） 临床医学（学术学位） 临床医学（专业学位，与直属附属医院合作） | 基础医学（学术学位）                              |
| 基础医学院           | 病原生物学系               | 临床医学（与直属附属医院合作） - 临床医学 - 卓越班 - 智能医学创新班                 | 基础医学（学术学位） 临床医学（学术学位） 临床医学（专业学位，与直属附属医院合作） | 基础医学（学术学位）                              |
| 基础医学院           | 病理生理学系               | 临床医学（与直属附属医院合作） - 临床医学 - 卓越班 - 智能医学创新班                 | 基础医学（学术学位） 临床医学（学术学位） 临床医学（专业学位，与直属附属医院合作） | 基础医学（学术学位）                              |
| 基础医学院           | 病理学系                   | 临床医学（与直属附属医院合作） - 临床医学 - 卓越班 - 智能医学创新班                 | 基础医学（学术学位） 临床医学（学术学位） 临床医学（专业学位，与直属附属医院合作） | 基础医学（学术学位）                              |
| 基础医学院           | 药理学系                   | 临床医学（与直属附属医院合作） - 临床医学 - 卓越班 - 智能医学创新班                 | 基础医学（学术学位） 临床医学（学术学位） 临床医学（专业学位，与直属附属医院合作） | 基础医学（学术学位）                              |
| 生物医学工程学院     | 医学信息工程系             | 生物医学工程 - 生物医学工程 - 医疗科创卓越班 - 人工智能医疗校企协同实验班（创新班） | 生物医学工程（学术学位） 生物医学工程（专业学位） 人工智能（医疗）（专业学位）     | 生物医学工程（学术学位） 生物医学工程（专业学位） |
| 生物医学工程学院     | 医疗电子系                 | 生物医学工程 - 生物医学工程 - 医疗科创卓越班 - 人工智能医疗校企协同实验班（创新班） | 生物医学工程（学术学位） 生物医学工程（专业学位） 人工智能（医疗）（专业学位）     | 生物医学工程（学术学位） 生物医学工程（专业学位） |
| 生物医学工程学院     | 分子影像系                 | 生物医学工程 - 生物医学工程 - 医疗科创卓越班 - 人工智能医疗校企协同实验班（创新班） | 生物医学工程（学术学位） 生物医学工程（专业学位） 人工智能（医疗）（专业学位）     | 生物医学工程（学术学位） 生物医学工程（专业学位） |
| 生物医学工程学院     | 医学检验技术系             | 生物医学工程 - 生物医学工程 - 医疗科创卓越班 - 人工智能医疗校企协同实验班（创新班） | 生物医学工程（学术学位） 生物医学工程（专业学位） 人工智能（医疗）（专业学位）     | 生物医学工程（学术学位） 生物医学工程（专业学位） |
| 药学院               | 药剂学教研室               | 药学 - 药学 - 领航创新班                                                            | 药学（专业学位）                                                                   | 无                                                |
| 药学院               | 药物分析学教研室           | 药学 - 药学 - 领航创新班                                                            | 药学（专业学位）                                                                   | 无                                                |
| 药学院               | 药理学教研室               | 药学 - 药学 - 领航创新班                                                            | 药学（专业学位）                                                                   | 无                                                |
| 药学院               | 药物化学教研室             | 药学 - 药学 - 领航创新班                                                            | 药学（专业学位）                                                                   | 无                                                |
| 药学院               | 中药学教研室               | 药学 - 药学 - 领航创新班                                                            | 药学（专业学位）                                                                   | 无                                                |
| 药学院               | 天然药物学教研室           | 药学 - 药学 - 领航创新班                                                            | 药学（专业学位）                                                                   | 无                                                |
| 护理学院             | 基础护理学教研室           | 护理学（暂停招生）                                                                  | 无                                                                                 | 无                                                |
| 护理学院             | 精神卫生与护理心理学教研室 | 护理学（暂停招生）                                                                  | 无                                                                                 | 无                                                |
| 护理学院             | 社区护理学教研室           | 护理学（暂停招生）                                                                  | 无                                                                                 | 无                                                |
| 护理学院             | 临床护理学教研室           | 护理学（暂停招生）                                                                  | 无                                                                                 | 无                                                |
| 口腔医学院           | 口腔颌面外科学系           | 口腔医学                                                                            | 口腔医学（专业学位）                                                               | 无                                                |
| 口腔医学院           | 口腔基础医学系             | 口腔医学                                                                            | 口腔医学（专业学位）                                                               | 无                                                |
| 口腔医学院           | 口腔修复学系               | 口腔医学                                                                            | 口腔医学（专业学位）                                                               | 无                                                |
| 口腔医学院           | 口腔内科学系               | 口腔医学                                                                            | 口腔医学（专业学位）                                                               | 无                                                |
| 口腔医学院           | 口腔正畸学系               | 口腔医学                                                                            | 口腔医学（专业学位）                                                               | 无                                                |
| 公共卫生学院         | 流行病与统计学系           | 预防医学                                                                            | 公共卫生（专业学位）                                                               | 无                                                |
| 公共卫生学院         | 营养与食品卫生学系         | 预防医学                                                                            | 公共卫生（专业学位）                                                               | 无                                                |
| 公共卫生学院         | 劳动卫生与环境卫生学系     | 预防医学                                                                            | 公共卫生（专业学位）                                                               | 无                                                |
| 公共卫生学院         | 卫生毒理学系               | 预防医学                                                                            | 公共卫生（专业学位）                                                               | 无                                                |
| 公共卫生学院         | 健康教育与健康促进学系     | 预防医学                                                                            | 公共卫生（专业学位）                                                               | 无                                                |
| 公共卫生学院         | 全球健康学系               | 预防医学                                                                            | 公共卫生（专业学位）                                                               | 无                                                |
| 公共卫生学院         | 儿少与妇幼保健学系         | 预防医学                                                                            | 公共卫生（专业学位）                                                               | 无                                                |
| 全科医学系           | 无                         | 无                                                                                  | 无                                                                                 | 无                                                |
| 继续医学教育中心     | 无                         | 护理学（专升本专业，与继续教育学院合作）                                            | 无                                                                                 | 无                                                |
| 医学创新成果转化中心 | 无                         | 无                                                                                  | 无                                                                                 | 无                                                |
| 卡尔森国际肿瘤中心   | 无                         | 无                                                                                  | 无                                                                                 | 无                                                |
| 医学人文中心         | 无                         | 无                                                                                  | 无                                                                                 | 无                                                |

### 学部委员会
- 人力资源工作委员会
- 教授委员会
- 教学指导分委员会
- 学位评定分委员会

### 学部机关
- 党群办公室
- 学部办公室
- 医院管理办公室
- 本科教学办公室
- 研究生与学科规划办公室
- 科研管理办公室
- 学生工作办公室
- 实验室与设备管理办公室

### 医疗机构

#### 直属医院

深圳大学总医院

| 直属医院                                       | 创办日期  | 院本部         | 等级     | 备注                                                           |
| ---------------------------------------------- | --------- | -------------- | -------- | -------------------------------------------------------------- |
| 深圳大学第一临床医学院（深圳市第二人民医院）   | 1979年    | 深圳市福田区   | 三级甲等 | 曾用名深圳市红十字会医院、深圳市华强医院，参照直属管理附属医院 |
| 深圳大学第二临床医学院（深圳大学总医院）       | 2018年6月 | 深圳市南山区   | 三级     | 曾用名深圳大学学府医院，管理深圳大学校医院，行政直属附属医院   |
| 深圳大学第三临床医学院（深圳大学附属华南医院） | 2021年6月 | 深圳市龙岗区   | 三级     | 曾用名深圳大学平湖医院，行政直属附属医院                       |
| 深圳大学东莞临床医学院（东莞市妇幼保健院）     | 1951年    | 东莞市东城街道 | 三级甲等 | 参照直属附属医院                                               |
| 深圳大学附属口腔医院（筹）                     | 建设中    | 深圳市宝安区   |          | 行政直属附属医院                                               |

#### 非直属附属医院
- 深圳市南山区人民医院
- 深圳市宝安人民医院（集团）
- 深圳市罗湖医院集团
- 中山市人民医院

#### 教学医院
- 北京大学深圳医院
- 香港大学深圳医院
- 中国医学科学院肿瘤医院深圳医院
- 中国医学科学院阜外医院深圳医院
- 深圳市第三人民医院
- 深圳市儿童医院
- 深圳市妇幼保健院
- 深圳市康宁医院
- 深圳市眼科医院
- 深圳市龙岗区人民医院
- 深圳市职业病防治院
- 深圳市宝安区松岗人民医院

## 知名学者
- 姜保国：骨科学家，深圳大学医学部主任、深圳大学总医院院长，基础医学院、总医院讲席教授，原北京大学人民医院院长，中国工程院院士，国家杰出青年基金获得者[30]。
- 巴里·马歇尔：深圳大学讲席教授，深圳大学马歇尔生物医学工程实验室主任，诺贝尔奖获得者、中国工程院外籍院士。
- 张学记：化学与生物传感专家，深圳大学原副校长，生物医学工程学院讲席教授，美国医学与生物工程院院士，英国皇家化学学会会士，俄罗斯工程院外籍院士。
- 蔡志明：泌尿外科专家，深圳大学泌尿生殖研究所所长，原深圳市第二人民医院院长，欧洲科学院院士，美国医学与生物工程院院士。
- 朱卫国：肿瘤生物学专家，深圳大学医学部原主任，基础医学院讲席教授，国家杰出青年基金获得者。
- 陈心春：结核病免疫专家，深圳大学医学部副主任，基础医学院讲席教授，国家杰出青年基金获得者。
- 程永现：中药化学与生物学专家，深圳大学药学院院长、特聘教授，国家杰出青年基金获得者。

## 学院排名
2024年7月，中国医学科学院公布2022年度中国医学院校科技量值（STEM）和中国医学院校五年总科技量值（ASTEM）榜单，深圳大学医学部位于STEM 35名，ASTEM 38名。